# Invitation a la Polka-Mazur
Invitation a la Polka-Mazur ist eine Polka-Mazur von Johann Strauss Sohn (op. 277). Das Werk wurde am 18. August 1863 in Pawlowsk in Russland erstmals aufgeführt.